# Діалекти латиської мови

Поширення діалектів у Латвії (літературна латиська мова сформувалася на основі відземського діалекту)

Діалекти латиської мови — різни варіації латиської мови, які мають характерні фонетичні, граматичні та лексичні відмінності.
Латиська мова має три основні діалекти, які можна поділити на окремі говірки. Лівський діалект поділяється на курземський та відземський діалекти. Середній діалект поділяється на курземський, земгальський та відземський діалекти. Верхньоселянський діалект поділяється на селянські та неселянські говірки. Латиська літературна мова базується на середньолатиській говірці, а латгальська писемна мова — на неселицьких говірках, якими розмовляють на півдні Латгалії.

## Список діалектів

### Лівський діалект
Лівський діалект є одним з трьох діалектів латиської мови. Лівська мова мала більший вплив на субстрат лівського діалекту латиської мови, ніж на інші латиські діалекти в Латвії. У Курземе короткі голосні в кінці слів опускаються, а довгі голосні вкорочуються. Дієслова вживаються в одній формі в усіх числівниках і родах. Людські імена в обох родах утворюються за допомогою закінчень -елс, -анс. Діалект походить від лівів, які після свого переселення почали говорити латиською мовою.

### Середній діалект
Середньолатиський діалект — один з трьох діалектів латиської мови. Він також є основою латиської літературної мови. Цим діалектом розмовляють у Відземе з північного заходу (Мазсалаца) на північний схід (Валка), далі через Смілтене, Валміеру і Цесіс у напрямку до Риги. Центральним діалектом також розмовляють на Земгальській рівнині та в Курземе на південь від Кулдиги.

### Верхньоселянський діалект
Верхньоселянський діалект поширений у Латгалії, Селії та Східному Відземе. Поділяється на дві говірки — латгальський і селійський. Діалекти, якими розмовляють у північно-східному Відземе та Латгалії, засновані на давній латгальській мові. В інших частинах вона зазнала впливу давньоселiйскої мови. У 18 столітті діалекти південної Латгалії були використані як основа для писемної мови Латгалії.